# ژو باجیه
ژو باجیه (چینی: 猪八戒) که همچنین با نام ژو وونِنگ (چینی: 猪悟能) نیز شناخته می‌شود، یکی از سه شاگرد تانگ سان‌زانگ در رمان کلاسیک چینی سیر باختر نوشتهٔ وو چنگین در سدهٔ شانزدهم است. دو شاگرد دیگر او، سون ووکونگ و شا ووجینگ هستند. واژهٔ ژو به معنای «خوک» و باجیه به معنای «هشت فرمان» است که به آموزه‌های اخلاقی در آیین بودا اشاره دارد. پیش از آنکه بوداسف گوان یین او را به گروه بپیوندد، ژو باجیه با نام ژو گانگ‌لیه (چینی: 豬剛巤; پین‌یین: Zhu Gāngliè، به‌معنای «خوک یال‌سخت») شناخته می‌شد. پژوهشگران آیین بودا بر این باورند که نام‌های او با مفهوم «سیلا پارامیتا» در آموزه‌های بودایی در ارتباط‌اند. در بسیاری از نسخه‌های انگلیسی سیر باختر، ژو باجیه با نام‌هایی چون «راهب خوک»، «پیگ»، «پیگی»، یا «پیگسی» ترجمه شده است.
ژو باجیه شخصیتی پیچیده و پرداخته‌شده در این رمان است. او ظاهری انسان‌نما و هیولاگونه با ترکیبی از انسان و خوک دارد و غالباً با تنبلی، شکم‌پرستی، و تمایل افراطی‌اش به زنان زیبارو، خود و همراهانش را به دردسر می‌اندازد. او به شاگرد ارشد گروه، سون ووکونگ، همچون برادری بزرگ‌تر نگاه می‌کند. گرچه گاهی در برابر اذیت‌های مکرر ووکونگ واکنش‌های سرکشانه نشان می‌دهد، اما نقشه‌هایش معمولاً با رسوایی و تحقیر خودش پایان می‌یابد.
نام بودایی او «ژو وونِنگ» که توسط بوداسف گوان یین به او داده شد، به معنای «خوک (تناسخ‌یافته) آگاه از توانایی» یا «خوکِ در حال رسیدن به قدرت» است؛ اشاره‌ای به اینکه او چنان خود را ارزشمند می‌داند که ظاهر ناخوشایند خود را از یاد برده است. تانگ سان‌زانگ لقب «باجیه» را به او داد که به معنای «هشت خویشتن‌داری» یا «هشت فرمان» است تا به او یادآوری کند که باید رژیم غذایی بودایی را رعایت کند.
در رمان اصلی چینی، اغلب از او با واژهٔ دای‌زی چینی: 呆子; پین‌یین: dāizi به معنای «احمق» یاد می‌شود. سون ووکونگ، تانگ سان‌زانگ و حتی خود نویسنده در سراسر داستان همواره او را «احمق» خطاب می‌کنند. با این حال، بوداسف‌ها و دیگر موجودات آسمانی معمولاً او را با عنوان «تیان‌پنگ» (天蓬) می‌خوانند، که لقب پیشین او به عنوان فرمانده آسمانی معروف به «مارشال تیان‌پنگ» (天篷元帅) (تیان‌پنگ یوان‌شوای) بوده است.
در دوران معاصر، ژو باجیه در تایوان و دیگر مناطق شرق آسیا، به‌عنوان خدای سرپرست ماساژورها، مهمانداران و کارگران جنسی شناخته می‌شود.